# Pokémon Heroes
Pokémon Heroes, släppt i Japan som Pocket Monsters the Movie: The Guardians of Altomare (劇場版ポケットモンスター 水の都の護神 ラティアスとラティオス), är en japansk animerad film från 2002. Det är den femte officiella Pokémonfilmen, och följer hur Ash och hans vänner besöker i vattenstaden Altomare och träffar på de legendariska Pokémon Latios och Latias. Filmen hade premiär på biografer i Japan 13 juli 2002 och begränsat i USA 16 maj 2003 innan den släpptes på DVD i januari 2004. I Sverige släpptes den direkt till DVD.

## Handling
Filmen utspelar sig i Altomare (som betyder "Högt vatten"), en stad med vattenfyllda gator baserad på Venedig. Annie och Oakley, två medlemmar i Team Rocket (i originalversionen från Japan arbetade de ensamma), försöker stjäla Själens Juvel. Enligt legenden ska staden ha terroriserats av en ond Pokémontränares två Pokémon, Kabutops och Aerodactyl, tills en Latios en gång kom till staden. Han använde sina krafter till att fylla stadens gator med vatten och på så sätt dränka dem i kanalerna. Dock kostade det Latios hans liv och hans två barn, en Latias och en Latios, lämnades kvar ensamma att vaka över staden. Hans själ blev kapslad i en speciell juvel, Själens Juvel. Själens Juvel fungerar som en nyckel till Altomares Försvarsmekanism, AFM, en anordning byggd om katastrofer skulle inträffa.
Samtidigt är Ash, Brock och Misty på besök i Altomare. Ash och Misty deltar i Tour de Altomare, en kapplöpning där Pokémontränaren står i en vagn som dras av deras vattenpokémon genom stadens kanaler. Misty vinner efter att Ash har tagit fel sväng tack vare de osynliga Latios och Latias som i hemlighet drog Ashs vagn. Ross, den förre mästaren ger vännerna en rundtur i hans gondol i staden och berättar om Altomares väktare. Senare följer Annie och Oakley efter Latias (som använder sina krafter och är utklädd till en människoflicka för att fånga henne, men när de ska fånga henne kommer Ash och Pikachu och räddar henne.
Ash och vännerna besöker efter det stadens museum där de möter Lorenzo, museets intendent, som berättar legenden om stadens förflutna och visar dem Altomares Försvarsmekanism (AFM) som finns i museet. Ash ser en flicka, Bianca, som ser ut precis som flickan han tidigare räddade. Ash och Pikachu jagar efter henne, och sedermera den förklädda Latias, genom staden och hittar en vacker gömd trädgård där Latias och Latios bor. När Latios och Bianca hotar att driva ut Ash och Pikachu, kommer Lorenzo och stoppar bråket. Latias och Latios leker lite med Ash och Pikachu, och senare visar Lorenzo Själens Juvel för dem. Vad de inte vet om är att Annie och Oakleys spionrobot övervakar dem, och senare stjäl de Själens Juvel och fångar Latios, och använder båda för att kontrollera AFM. Latias flyr till Ash för hjälp, och tillsammans med Pikachu försöker de ta sig igenom staden till museet. Oakley blir maktgalen och använder AFM för att få järngrindar att komma upp överallt i staden. Sedan återupplivar hon Kabutops och Aerodactyl för att de ska kunna fånga Latias. Efter en lång jakt genom staden, lyckas de få Aerodactyl att krascha in i en vägg, och Kabutops besegras med hjälp av Mistys och Brocks Pokémon. 
Ash, Pikachu och Latias anländer till museet och ser att AFM håller på att gå över styr och att Latios är svårt skadad. Efter att ha friat Latios, Lorenzo och Bianca, förtvinar Själens Juvel och blir svart, vilket får AFM överansträngas. Allt vatten lämnar plötsligt staden och bildar en enorm tsunami. Latios och Latias använder sina psykiska krafter till att förstöra tsunamin, men Latios dör eftersom han blev så försvagad av AFM. Vattnet återvänder till staden och de återupplivade Pokémon återvänder till att vara fossiler, och Annie och Oakley blir fångade inuti AFM.
Latios själ blir en ny Själens Juvel och blir placerad där den ursprungliga juvelen fanns. Ash och vännerna ska precis lämna Altomare när Latias/Bianca stoppar dem. Hon ger Ash en teckning av honom och Pikachu, och ger sedan en puss på hans kind innan hon springer iväg. När de sedan åker iväg med en båt ser de två Latios och en Latias i luften. Sluttexterna visar hur Annie och Oakley tas ut ur AFM och blir satta i fängelse, där de läsar om Lawrence III, mannen som försökte fånga Moltres, Zapdos, Articuno och Lugia i Pokémon 2 - Ensam är stark.